# چوپان‌پیناری (گرگر)
چوپان‌پیناری {{ترکی|Çobanpınarı) (به کردی: Bilêle) یک منطقهٔ مسکونی در ترکیه است که در گرگر، آدیامان واقع شده‌است.